# Курбан (имя)
Курба́н (араб. قربان — жертва, жертвоприношение) — мужское имя арабского происхождения, в переводе с арабского языка означает «жертва», «жертвоприношение». Распространено у многих народов, исповедующих ислам.